# Pla de l’Estany

Pla de l’Estany na mapie Katalonii

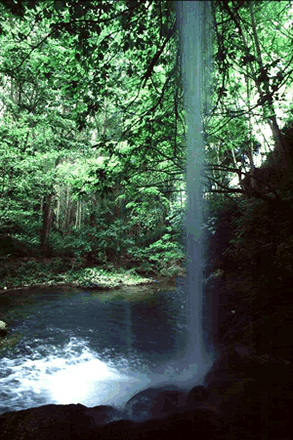
Camós

Pla de l’Estany – comarca (powiat) w Hiszpanii, w Katalonii, w prowincji Girona. Stolicą jest Banyoles. Comarca ma powierzchnię 262,83 km². Mieszka w niej 27 905 obywateli (2005).

## Gminy
W skład comarki Pla de l’Estany wchodzi jedenaście gmin. są to:
- Banyoles – liczba ludności: 17 309
- Camós – 677
- Cornellà del Terri – 2079
- Crespià – 242
- Esponellà – 437
- Fontcoberta – 1181
- Palol de Revardit – 429
- Porqueres – 4154
- Sant Miquel de Campmajor – 218
- Serinyà – 1045
- Vilademuls – 786